# John Laurance
John Laurance (ur. w 1750 roku w pobliżu Falmouth w Anglii, zm. 11 listopada 1810 w Nowym Jorku) – amerykański prawnik i polityk.
W latach 1785–1787 uczestniczył w obradach Kongresu Kontynentalnego jako delegat z Nowego Jorku.
W latach 1789–1793 podczas pierwszej i drugiej kadencji Kongresu Stanów Zjednoczonych reprezentował drugi okręg wyborczy w stanie Nowy Jork w Izbie Reprezentantów Stanów Zjednoczonych.
W latach 1796–1800 reprezentował stan Nowy Jork w senacie Stanów Zjednoczonych. W grudniu 1798 roku, podczas piątej kadencji Kongresu Stanów Zjednoczonych pełnił funkcję przewodniczącego pro tempore Senatu Stanów Zjednoczonych.